# Nowa Dzielnica (Ostrów Wielkopolski)
Nowa Dzielnica - historyczna nazwa części Ostrowa Wielkopolskiego położonej na północ od Śródmieścia, przynależącej obecnie do osiedla administracyjnego II Wenecja.

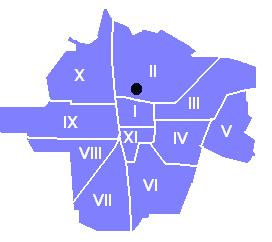
Lokalizacja Nowej Dzielnicy

Ulice Nowej Dzielnicy tworzące stosunkowo regularne czworokąty zabudowywane były od lat 20. XX wieku willami, w przeważającej części klasycyzującymi, później modernistycznymi. Pomiędzy domami znajdowały się ogrody. Od lat 80. zabudowę dogęszczano - wnętrza sześciu z siedmiu czworokątów zabudowano blokami wielorodzinnymi i budynkami usługowymi.
Obecnie na terenie dawnej Nowej Dzielnicy znajduje się Rada Osiedla Wenecja. W bezpośrednim sąsiedztwie osiedla, po jego zachodniej stronie, znajduje się Park Północny, po wschodniej stronie: ZZOZ Szpital Miejski im. Chałubińskiego, kościół rzymskokatolicki pw. Miłosierdzia Bożego oraz tzw. "nowy" cmentarz katolicki, otwarty w 1905 r., na którym znajdują się groby m.in. Walentego Śmigielskiego, Stefana Rowińskiego, Aleksandra Dubiskiego, Tadeusza Jankowskiego, Wojciecha Sikory, Lecha Ziemskiego, Leona Płotki, Czesława Majorka oraz powstańców wielkopolskich, w tym Jana Mertki.
Zachodnim skrajem Nowej Dzielnicy biegnie szlak turystyczny:
- pieszy: Ostrów - Ostrów-Piaski-Szczygliczka - Stary Staw - Lewków